# Phalangus keneggensis
Phalangus keneggensis là một loài ruồi trong họ Ruồi giả ong (Syrphidae). Loài này được Goeldlin de Tiefenau miêu tả khoa học đầu tiên. Phalangus keneggensis phân bố ở vùng Cổ Bắc giới